# Cuautitlán (estado do México)
Cuautitlán é um dos 125 municípios do estado do México, situado na parte leste da entidade federativa. Possui uma população de 140.059 habitantes, distribuída em uma área de 42,50 km².
Faz fronteira com Teoloyucan e Zumpango a norte; com Tultitlán a sul; com Cuautitlán Izcalli e Tepotzotlán a oeste; e com Melchor Ocampo, Nextlalpan e Tultepec a leste. Cuautitlán compõe, junto com outros municípios, a Região Metropolitana do Vale do México.

## Transportes

### Trem Suburbano do Vale do México
Em Cuautitlán, situa-se a Estação Cuautitlán do Trem Suburbano do Vale do México, uma das estações terminais do Sistema 1. A estação foi inaugurada no dia 5 de janeiro de 2009.